# Pous
Il pous in greco antico: ποῦς? o piede greco era una misura di lunghezza dell'antica Grecia. Aveva diversi valori variando in base alla città e al periodo storico. 100 pous formavano un pletro, 600 pous costituivano uno stadio (il greco furlong) e 5 000 facevano un miglio (il miglio greco). Il pous greco poteva essere corto, medio e lungo.
Il pous si diffuse in gran parte dell'Europa e del  Medio Oriente, durante il periodo ellenistico in corrispondenza e a seguito delle conquiste di Alessandro Magno, e rimase in uso nell'impero bizantino fino alla caduta di Costantinopoli nel 1453.

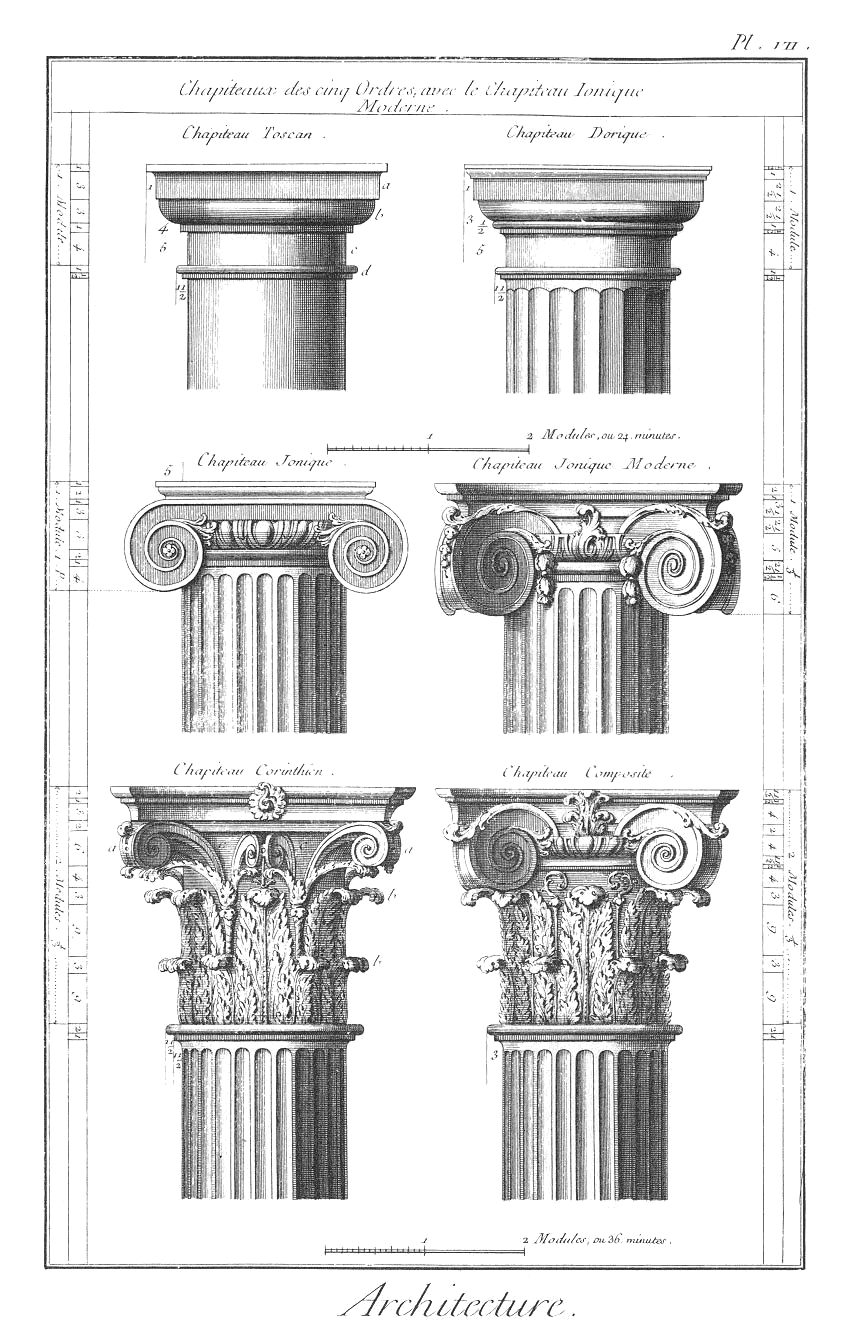
Ordini di architettura

## Analisi comparativa
Il pous era diviso in dita (daktyloi) che erano moltiplicate come nella tabella sottostante. Generalmente i multipli sessagesimali o decimali avevano origini della Mesopotamia mentre quelli settenari originavano dall'Egitto.
Le misure greche di corto, medio e lungo pous potevano essere considerate come base di misure del corpo umano. Stecchini e altri sostengono che i pous greci avevano dimensioni diverse, perché erano divisi in un numero diverso di daktylos per facilitare i diversi calcoli. Il luogo più ovvio per osservare la relativa differenza è negli ordini greci di architettura il cui canone di proporzione si basa sul diametro della colonna. 
| Unità di misura               | numero di daktyloi | ogni daktylos (mm) | totale (mm) |
| ----------------------------- | ------------------ | ------------------ | ----------- |
| 1 Dori pous (piede)           | 18                 | 18                 | 324 mm      |
| 1 Ittiti pous (piede)         | 17                 | 19                 | 323 mm      |
| 1 Attica pous (piede)         | 16                 | 19.275             | 308.4 mm    |
| 1 Creta pous (piede)          | 16                 | 19                 | 304 mm      |
| 1 Antico Egitto bd (piede)    | 16                 | 18.75              | 300 mm      |
| 1 Ionia pous (piede)          | 16                 | 18.5               | 296 mm      |
| 1 Impero romano pes (piede)   | 16                 | 18.5               | 296 mm      |
| 1 Atene pous (piede)          | 15                 | 21                 | 315 mm      |
| 1 Fenicia (Pele) pous (piede) | 15                 | 20                 | 300 mm      |

### Fonti matematiche e metrologiche
- H Arthur Klein, The World of Measurements, Simon and Schuster, 1976.
- R. A. Cordingley, Norman's Parallel of the Orders of Architecture, Alex Trianti Ltd, 1951.
- Francis H. Moffitt, Surveying, Harper & Row, 1987, ISBN 0-06-044554-8.
- Gillings, Mathematics in the time of the Pharaohs, MIT Press, 1972, ISBN 0-262-07045-6.
- Lucas N. H. Bunt, Phillip S.Jones, Jack D. Bedient, The Historical Roots of Elementary Mathematics, Dover, 1976, ISBN 0-486-25563-8.
- Somers Clarke and R. Englebach, Ancient Egyptian Construction and Architecture, Dover, 1990, ISBN 0-486-26485-8.
- Gardiner, Egyptian Grammar, Griffith Institute, 1990, ISBN 0-900416-35-1.

### Fonti linguistiche
- Anne H. Groton, From Alpha to Omega, Focus Information group, 1995, ISBN 0-941051-38-2.
- J. P. Mallory, In Search of the Indo Europeans, Thames and Hudson, 1989, ISBN 0-500-27616-1.

### Fonti classiche
- Vitruvius, The Ten Books on Architecture, Dover, 1960.
- Claudias Ptolemy, The Geography, Dover, 1991, ISBN 0-486-26896-9.
- Herodotus, The History, William Brown, 1952.

### Fonti archeologiche
- Michael Grant, The Rise of the Greeks, Charles Scribners Sons, 1987.
- Lionel Casson, The ancient mariners: seafarers and sea fighters of the Mediterranean in ancient times, Macmillan, 1959, OCLC 392365.
- James B. Pritchard, The Ancient Near East, OUP, 1968.
- Nelson Glueck, Rivers in the Desert, HUC, 1959.

### Fonti medievali
- Jean Gimpel, The Medieval Machine, Holt Rheinhart & Winston, 1976, ISBN 0-03-014636-4.
- H Johnathan Riley Smith, The Atlas of the Crusades, Swanston, 1990, ISBN 0-7230-0361-0.
- Elizabeth Hallam, The Plantagenet Chronicles, Weidenfeld & Nicolson, 1986, ISBN 1-55584-018-3.
- H.W. Koch, Medieval Warfare, Prentice Hall, 1978, ISBN 0-13-573600-5.